# タラス・シェフチェンコ国立博物館
座標: 北緯50度26分36.24秒 東経30度30分55.8秒 / 北緯50.4434000度 東経30.515500度
タラス・シェフチェンコ国立博物館（英語: National Museum Taras Shevchenko, ウクライナ語: Національний музей Тараса Шевченка）は、ウクライナの首都キーウにある文学・美術博物館である。
ウクライナの国民詩人であり画家であるタラス・シェフチェンコの生涯と作品を記念し、約72,000点の収蔵品を展示する。シェフチェンコの遺産を保存し、ウクライナの文化的アイデンティティを象徴する施設として国内外で知られる。

## 歴史

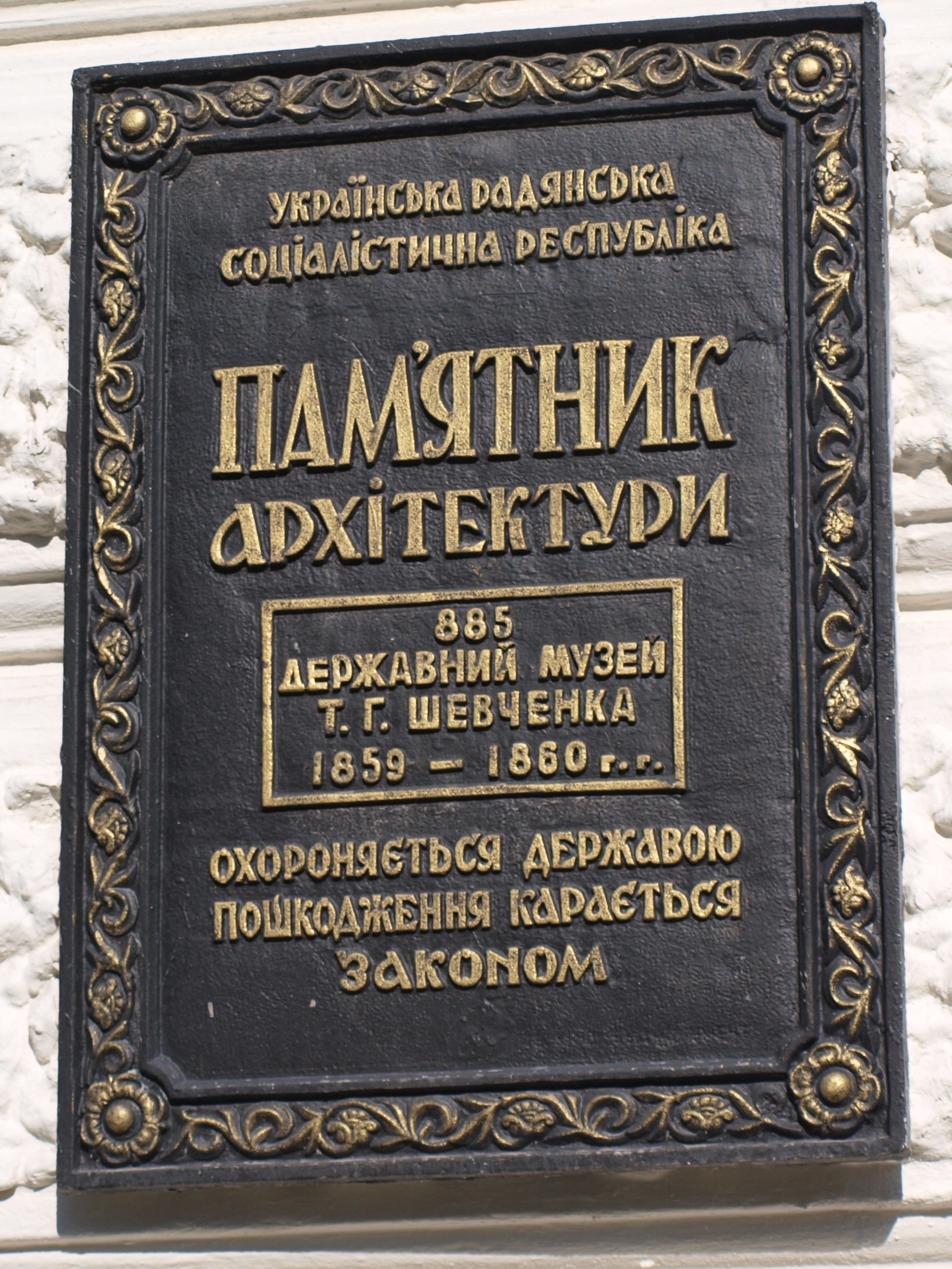
博物館の看板

タラス・シェフチェンコ国立博物館は、シェフチェンコの死後、彼の友人たちがその遺産を保存する取り組みとして始まった。以下にその歴史を概観する。

### 設立の背景
1861年のシェフチェンコの死後、友人や支援者により彼の作品と遺品の収集が開始。1897年までにコレクションが成長し、ウクライナ古美術博物館に移管された。このコレクションは後にチェルニーヒウ歴史博物館に統合された。1926年、ハルキウにシェフチェンコ研究所が設立され、コレクションの拠点となり、研究所の原稿部門内に初のタラス・シェフチェンコ博物館が開設された。

### 博物館の設立
1939年、ソビエト連邦人民委員会がシェフチェンコの大回顧展の資金提供を決定。1940年、記念博物館の設立が決定された。1941年、マリインスキー宮殿で回顧展が開催されたが、第二次世界大戦中のドイツ占領により閉鎖。一部作品はノヴォシビルスクに疎開された。
1949年4月24日、キーウのテレシチェンコ市宮殿を改装した建物で博物館が正式に開館。1982～1989年は改修工事のため閉鎖され、展示品はキエフ・ペチェルシカ大修道院に一時移された。2001年3月31日、ウクライナ政府により国立博物館の地位を授与された。